# Epinephelus tauvina
Epinephelus tauvina es una especie de peces de la familia Serranidae en el orden de los Perciformes.

## Morfología
• Los machos pueden llegar alcanzar los 75 cm de longitud total.

## Distribución geográfica
Se encuentra desde el mar Rojo hasta Sudáfrica, Pitcairn, Japón y Nueva Gales del Sur (Australia).

## Galería de imágenes

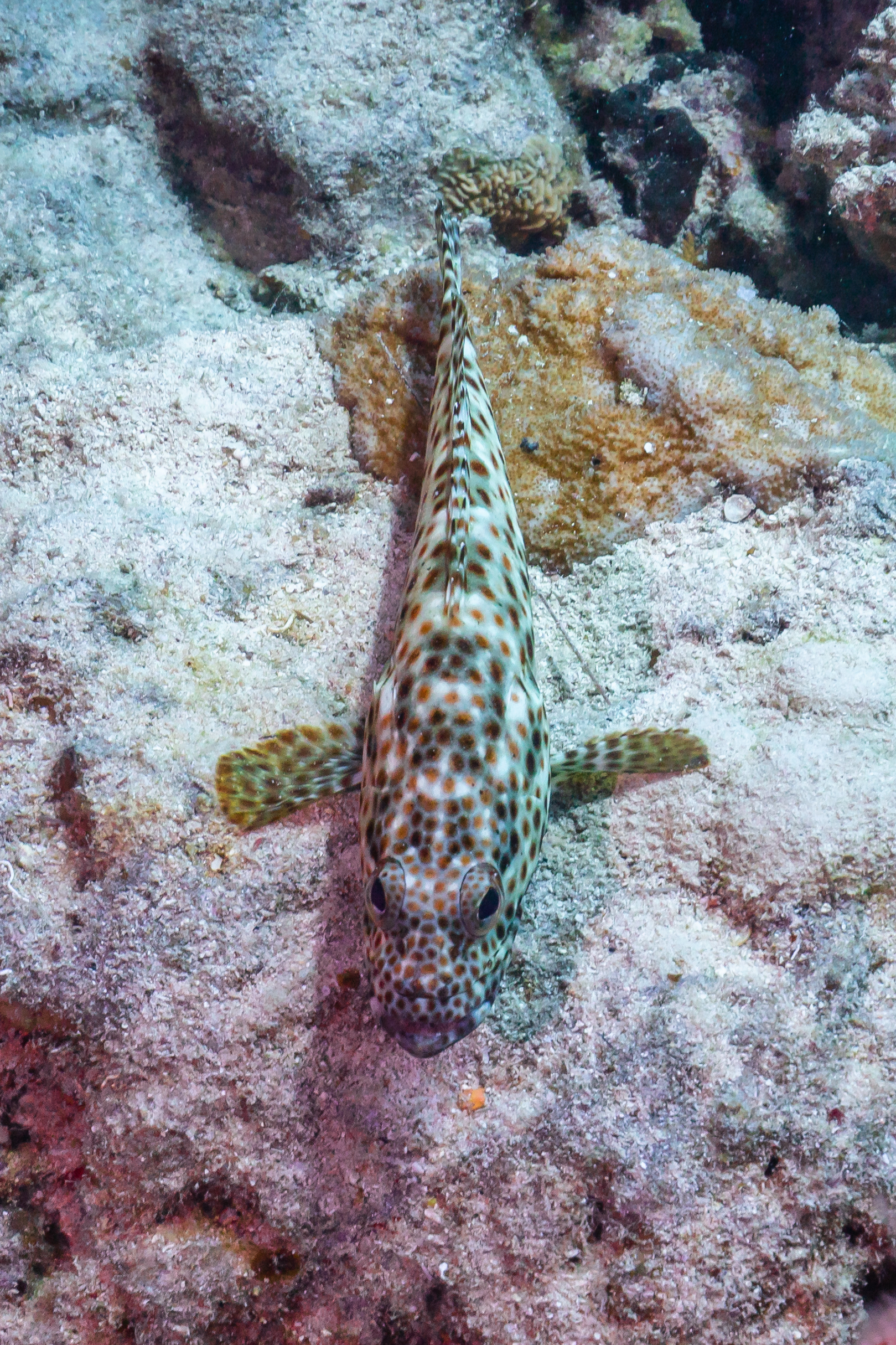
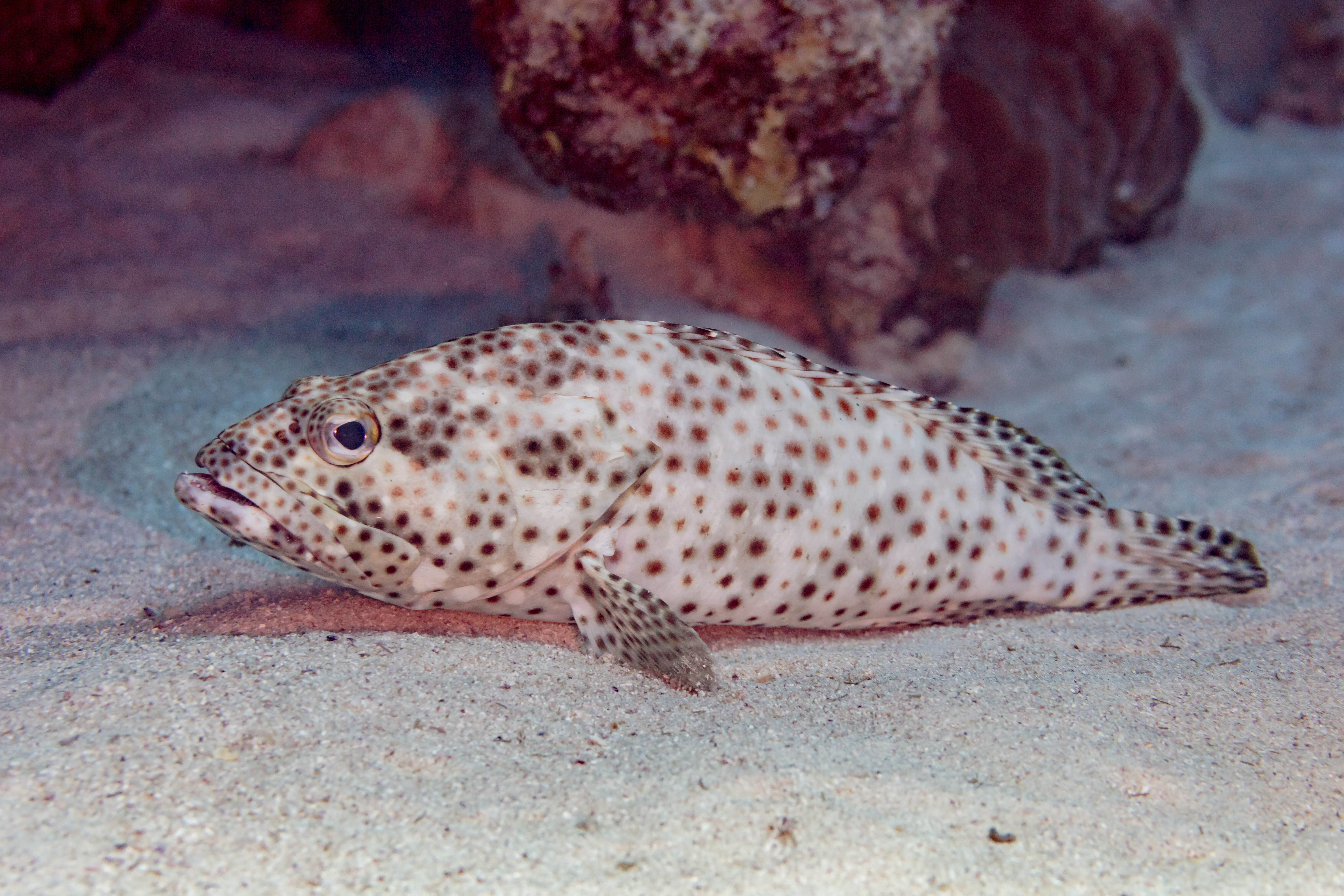
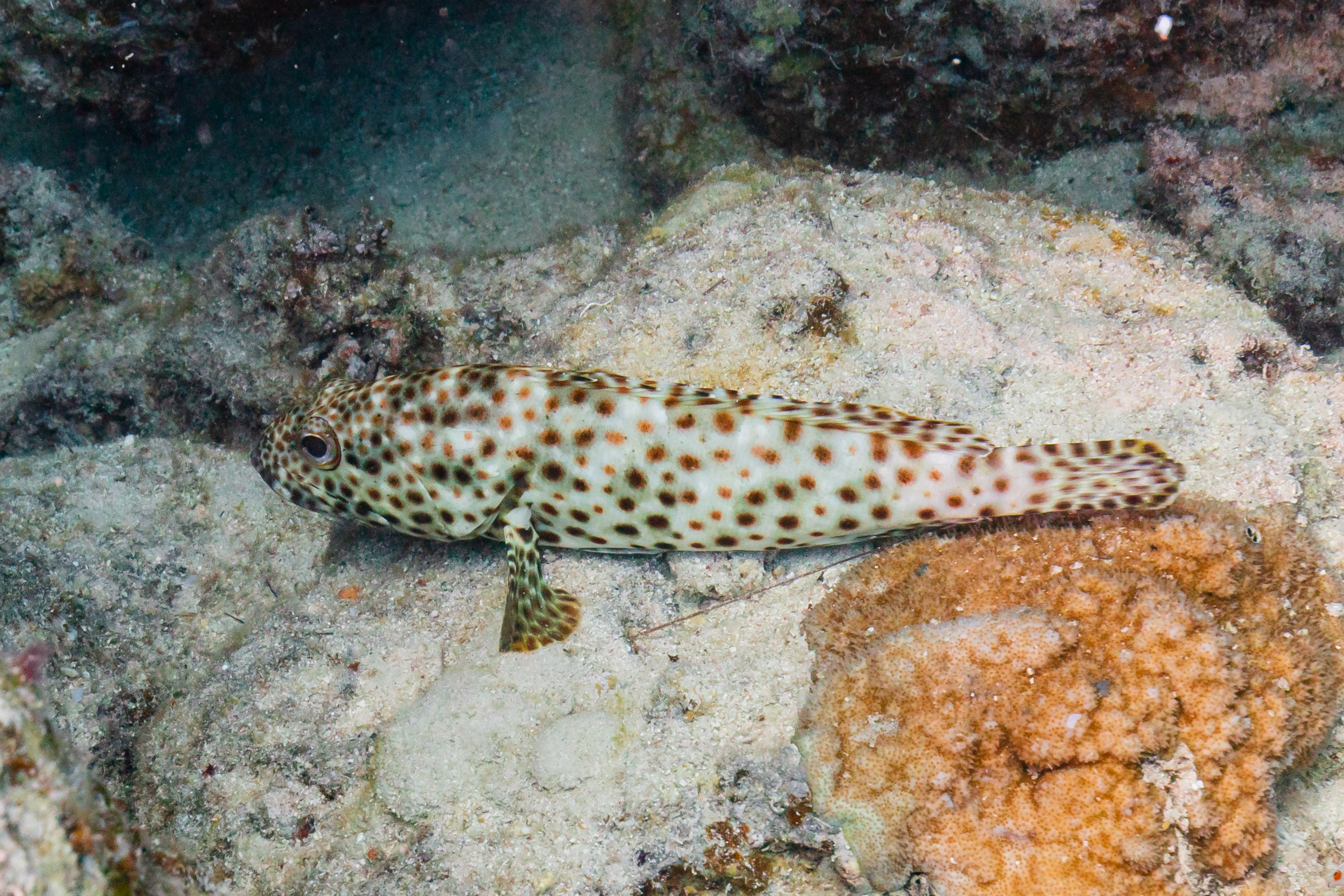
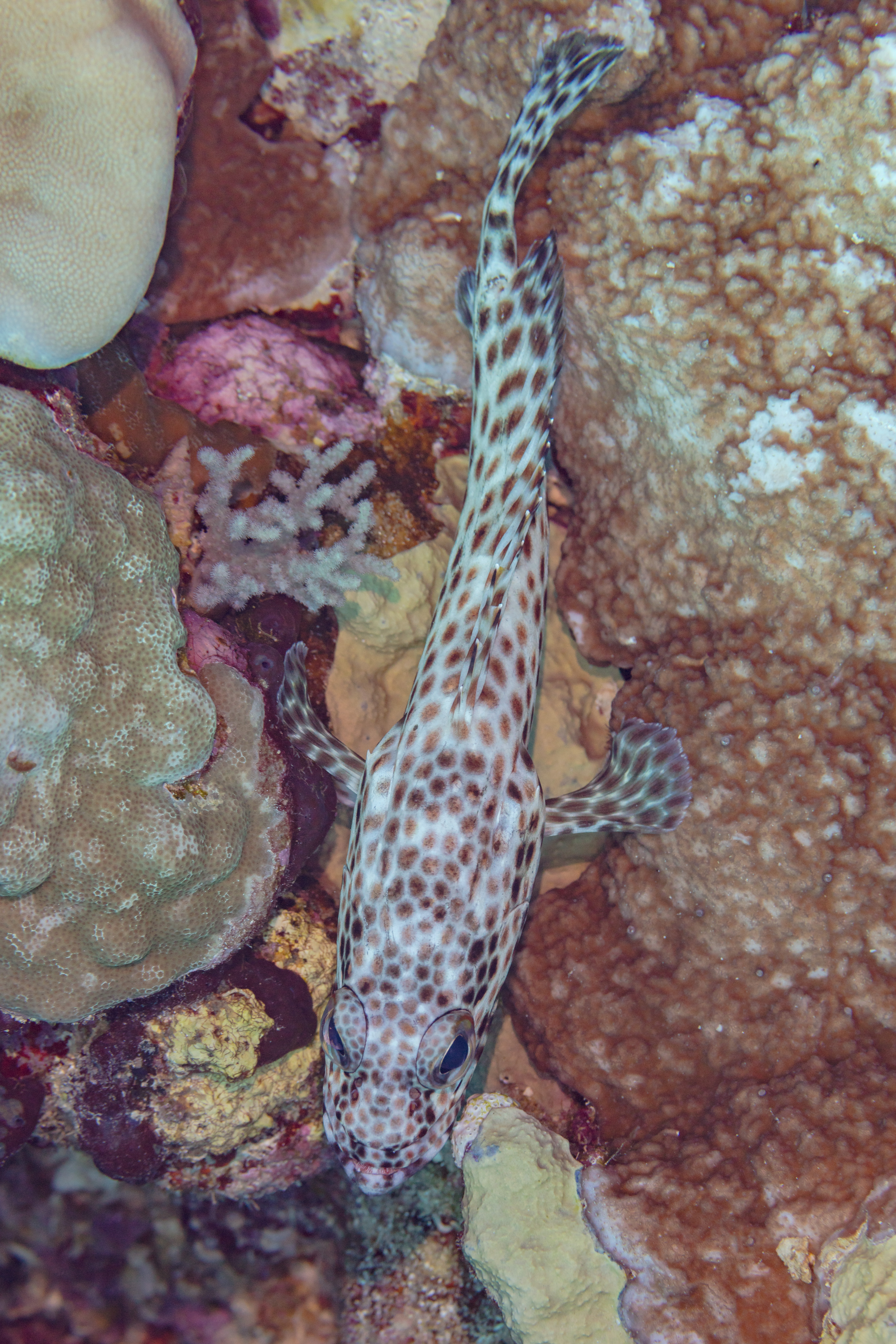